# District de Gokseong
Le district de Gokseong est un district de la province du Jeolla du Sud, en Corée du Sud.

## Personnalités
Kim Dong-moon (1975-), double champion olympique de badminton.

## Jumelages
- Gangdong-gu (Corée du Sud) depuis 1996
- District de Geochang (Corée du Sud) depuis 1998
- Seo-gu (Corée du Sud) depuis 2000
- Uijeongbu (Corée du Sud) depuis 2010